# Daniel Bălașa
Ilie Daniel Bălașa (n. 6 august 1981, Târgu Jiu, Gorj, România) este un fotbalist român retras din activitate, antrenor la CSO Filiași.
A jucat în prima ligă românească pentru  Astra Ploiești, FC Brașov, FC Argeș, și Universitatea Craiova, și în prima ligă moldovenească la Zimbru Chișinău.
A debutat în fotbal la ”Clubul Sportiv Școlar Târgu-Jiu”.
Este căsătorit, și a avut doi copii, din care însă unul a murit de cancer la 5 ani.

## Palmares

### Zimbru Chișinău
- Divizia Națională:

Vicecampion (3): 2002-2003, 2005-2006, 2006-2007
Medaliat cu bronz (3): 2003-2004, 2011-2012
- Cupa Moldovei (3): 2002-2003, 2003-2004, 2006-2007